# علم سويسرا
يتكون علم دولة سويسرا من حقل أحمر مربع يتمركزه صليب يوناني أبيض (صليب جريء متساوي الأضلاع) وهو رمز للاتحاد. لم تُنشأ أبعاد الصليب رسمياً إلا في عام 1889 استُخدم الصليب الأبيض ككفاح عسكري في الكونفدرالية السويسرية القديمة منذ القرن الرابع عشر، ولكن التصميم الحديث لصليب أبيض معلق في حقل أحمر مربع تم تقديمه فقط خلال فترة نابليون بونابرت، استخدم لأول مرة في 1800 خلال مائة يوم من قبل الجنرال نيكلوس فرانز فون باخمان، وتم تقديمه كعلم وطني رسمي في عام 1889.
اُعتمد علم سويسرا في 12 كانون الأول - ديسمبر من سنة 1889 والعلم السويسري مشابه لعلم الصليب الأحمر ولكن بعكس الألوان حيث يكون الصليب اليوناني الموجود في العلم السويسري باللون الأبيض على خلفية حمراء اللون، ويعتبر علم سويسرا بالإضافة إلى علم الفاتيكان العلمين الوحيدين المربعي الشكل في أوروبا والعالم.

## رمزية العلم
العلم السويسري يقف تقليديا للحرية والشرف والإخلاص، وفي العصر الحديث أصبح العلم يشير أيضًا إلى الحيادية والديمقراطية والسلام.

## قوانين حماية العلم
القانون الاتحادي الذي سنّ في 5 يونيو 1931 يحمي الصليب الفيدرالي والأسلحة والعلم السويسري من «أي استخدام مسيء». العقوبات ممكنة، وعادة يطبق القانون بدرجة ما من المرونة. النقطة الأكثر أهمية هي «عدم الإساءة إلى الشارات السويسرية» (قانون العقوبات السويسري، المادة رقم 70). وخلال جلسة نيسان / أبريل 1998، قام المجلس الوطني بالتحقيق في عريضة تطالب بذكر صراحة الصليب والعلم في المادة الأولى من الدستور بوصفهما «أعلى رموز البلد». لم تتابع لجنة مراجعة الدستور الاتحادي بسبب عدم طلب أي حزب سياسي أو منظمة بتعديل المادة.
لا يُعتبر إلحاق الضرر العام بالأعلام الخاصة ذنبًا في سويسرا (أي أن كل شخص له الحق في تدمير علم أو أي شيء آخر، طالما أنه ملكه). ومع ذلك، فإن القانون الاتحادي يحمي جميع الشارات (مثل الأعلام) التي وضعتها السلطة. ينطبق الشيء نفسه على الشارات الرسمية للبلدان الأجنبية. لا يحدد القانون الاتحادي نطاق العقوبة لأنه في حالة المخالفة، تقوم سلطات الكانتونات المعنية بتحديدها على حدة.
فيما يتعلق بحماية العلم السويسري من سوء الاستخدام التجاري، فهناك قوانين إضافية لحمايته من سوء الاستخدام، مثلًا، يُحظر وجود أرضية حمراء أو أي علامة أخرى تشكل تقليدًا لها، سواء كعلامة تجارية أو كعنصر من هذه العلامات، أو لغرض يتعارض مع التجارة العادلة، أو في ظروف يحتمل أن تؤدي إلى تلف المشاعر الوطنية السويسرية. في جميع الأوقات؛ يعاقب الجناة بدفع غرامة مالية.

## تاريخ العلم
يعود أصل الصليب الأبيض إلى ثلاثة أساطير متنافسة، حيث كان الصليب الأبيض وسط حقل احمر في الأصل علامة ميدانية تعلق بالمحاربين لتحديد الهوية، وفي وقت لاحق أيضا إلى أعلام الكانتونات بعد غزو عام 1798، صادرت سلطات الجمهورية جميع الأعلام السابقة، واستبدلته بالألوان الثلاثة الجديدة ذات اللون الأخضر والأحمر والأصفر. استخدام العلم لم يدم طويلا. حيث أعادت الكاتاتسونغ عرض الصليب الأبيض في الحقل الأحمر كختم، وشعار النبالة في عام 1814. استخدم الجنرال نيكلوس فرانز فون باخمان الصليب الأبيض في حقل أحمر في حملتيه لعامي 1800 و1815. وأدخلت المعاهدة الفيدرالية لعام 1815 التصميم مع تعليق الصليب في الحقل دون لمس الحواف، المحاطة بمعاطف الأسلحة الكانتونية، كختم من الكونفدرالية. رسميا، بقي العلم الراية العسكرية حتى بعد تأسيس سويسرا كدولة فيدرالية في عام 1848. ومع ذلك، أصبح العلم يستخدم بشكل متزايد من قبل المنظمات قدم إقليم أرغاو العلم لقواته الخاصة خلال فترة التجديد عام 1833، واقترح الجنرال غيوم هنري دوفور استخدام العلم لجميع القوات الفيدرالية في عام 1840. أصدرت شركة كاتزجاتونغ قرارًا لتقديم تصميم العلم مع الصليب المعلق في 21 يوليو 1840، وتم تصميم التصميم النهائي في عام 1841،  لم يذكر الدستور السويسري لعام 1848 علمًا وطنيًا، لكنه يصف العلم الفيدرالي لجميع القوات الفيدرالية. تم استبدال الأعلام التي لا تزال تستخدمها وحدات لاندويهر بالتصميم الحديث في عام 1865. وأخيراً تم إدخال العلم كعلم وطني في 12 ديسمبر 1889. يتم استخدام المتغير المستطيل للعلم كعلامة بحرية فقط، يتم تقديمه رسميًا بموجب قانون اتحادي تم تمريره في 23 سبتمبر 1953.

## معرض صور